# Teraz Radom
Teraz Radom – bezpłatny tygodnik miejski, ukazujący się od 10 kwietnia 2008 roku do 11 grudnia 2014 roku na terenie Radomia.
Tygodnik wydawany był w nakładzie 20 tysięcy egzemplarzy. Jego tematyka – dotyczyła głównie społeczności, kultury i polityki – spraw lokalnych. Wydawcą były Media Regionalne Sp z o.o. Oddział w Kielcach.
W tym dniu zmienił się w „Nasze Miasto”, które informuje też o sprawach miejskich.